# Tylko Ty (singel Edyty Górniak)
Tylko Ty (stylizowany jako Tylko Ty / Bei Mir) – singel Edyty Górniak, wydany 27 sierpnia 2018 i promujący film Dywizjon 303. Historia prawdziwa. 
Singel jest nową wersją utworu „Bei Mir Bistu Shein”. 
Muzykę i aranżację utworu przygotował Łukasz Pieprzyk. Do utworu powstał teledysk w reżyserii Michała Brauma. 
W 2019 teledysk do utworu otrzymał antynagrodę Węża w kategorii „najgorszy teledysk okołofilmowy”.

## Lista utworów
1. „Tylko Ty” – 3:09